# Misl (sikhisme)
Pour les articles homonymes, voir Misl.
Un misl est dans le sikhisme une unité de combat, une brigade formée de quelques milliers d'hommes regroupés dans l'armée du Dal Khalsa. Il y avait onze misls au XVIIIe siècle qui ont protégé la population et ont servi à pacifier les territoires à l'ouest du sous-continent indien. Certains historiens disent qu'il y avait un douzième misl, sans preuve réelle. Leurs chefs étaient des misaldars ou misldars, et les misls étaient divisés en deux groupes: le Taruna Dal et le Buddha Dal. L'ennemi de l'époque étaient les Moghols. Étymologiquement il semble que misl vient du perse et de l'arabe et se traduit par: égal, et ce la bien que toutes les unités n'étaient pas égales en nombre. L'ancêtre du misl était le jatha. Près de 100 000 hommes composaient le Dal Khalsa à son apogée. Des faits héroïques de cette époque et des batailles que les misls ont menées, sont encore relatés actuellement.